# Takakusu Junjiro
Takakusu Junjirō (高楠 順次郎?  29 de junio de 1866 – 28 de junio de 1945)  que a menudo publicó como J. Takakusu, fue un académico japonés, activo Esperantista y académico budista.

## Infancia
Takakusu nació en la Prefectura de Hiroshima, fue adoptado por la familia Takakusu de Kobe, y enviado a Inglaterra para estudiar sánscrito en la Universidad de Oxford (1890). Después de recibir su doctorado,  continuó sus estudios en Francia y Alemania.

## Carrera académica
A su regreso a Japón en 1894, fue nombrado Profesor de la Universidad Imperial de Tokio y director de la Escuela de Lenguas Extranjeras de Tokio.
Fundó la Escuela Femenina de Musashino en 1924, trasladada en 1929 a su ubicación presente en Nishitōkyō, Tokio y convirtiéndose en la Universidad Femenina de Musashino, actual Universidad de Musashino (武蔵野大学 'Musashino Daigaku'?). La institución se basó en el principio de la "educación humana basada en el budismo," 
De 1924 a 1934, Takakusu y otros fundaron la Asociación de Publicación de Tokio Taisho Tripitaka (東京大正一切經刊行會?) , más tarde conocida como Daizo Shuppansha (大藏出版株式會社 'Daizo shuppansha'?). 
En 1930, fue nombrado Presidente de la Universidad Imperial de Tokio. Fue miembro de la Academia Imperial de Japón y socio de la Academia Británica.  Recibió el Premio Cultural Asashi y la Orden de la Cultura del Gobierno japonés.  Se le otorgó un grado honorario por parte de la Universidad Imperial de Tokio; y honrado por las universidades en Oxford, Leipzig, y Heidelberg.
En el momento de su muerte en junio de 1945, era Profesor Emérito de sánscrito en la Universidad Imperial de Tokio.

## Devoción al esperanto
En 1906,  fue miembro fundador de la Asociación Esperantista Japonesa (JEA), y su líder en la sección de Tokio. Cuando se fundó en 1919 el Instituto de Esperanto Japonés (JEI), se convirtió en miembro de esta institución.

## Condecoraciones
- Premio cultural Asashi
- Orden de Cultura, 1944.[1]

## Obras
- - The Amitâyur dhyâna-sûtra, trans J. Takakusu, en Buddhist Mahâyâna Texts, Part 2, publicado ie Sacred Books of the East, vol. 49, pp. 161–201, Oxford University Press, 1894.
  - A Record of the Buddhist Religion as Practised in India and the Malay Archipelago, Londres: Clarendon Press, 1896.
  - Dai Nihon Bukkyō zensho, ed. Takakusu Junjirō et al., 150 volumes, Tokyo: Dai Nihon Bukkyō zensho kankōkai, 1913-1921. (Re-edited, 100 volúmenes, Suzuki gakujutsu zaidan, Tokyo: Kōdansha, 1970-1973.)
  - Taishō shinshū Daizōkyō 大正新脩大蔵経, Takakusu Junjirō, Watanabe Kaigyoku. 100 volúmenes, Tokyo: Taisho Issaikyo Kankokai, 1924-1934.
  - Nanden daizōkyō 南伝大蔵経 (The Mahātripiṭaka of the Southern Tradition) [JTraducción japonesa del Pāli Canon], ed. Takakusu Junjirō. 65 volúmenes, Tokyo: Daizokyo shuppansha, 1935-1941.
  - The Essentials of Buddhist Philosophy, ed. Wing-tsit Chan and Charles Moors. Greenwood Press, Westport, CT. 1976